# Orapa
Orapa är en stad i centrala Botswana I staden finns en av världens största diamantgruvor. Staden är omgärdad av ett staket och tillträde är begränsat för utomstående. I staden finns bland annat flera skolor och ett sjukhus. Vid 2022 års folkräkning hade Orapa 8 648 invånare.